# PDF 소프트웨어 목록
PDF 소프트웨어 목록에 대한 설명이다. PDF 문서를 관리하기 위해 사용되는 소프트웨어의 문서 링크를 나열한다.

## 멀티 플랫폼
- PDF샘
- 어도비 애크러뱃
- 김프
- 이미지매직
- 리브레오피스
- 아파치 오픈오피스
- 포플러 (소프트웨어)
- 모비포켓
- 잉크스케이프
- 스크라이버스
- 리브레오피스 드로
- 아파치 오픈오피스
- Pdftk

### 개발 라이브러리
- BIRT 프로젝트
- 아파치 FOP
- 재스퍼리포츠
- 포플러 (소프트웨어)
- TCPDF

### 생성기
- 어도비 애크러뱃
- 어도비 일러스트레이터
- 파인리더
- 고스트스크립트
- 마이크로소프트 오피스
- 아파치 오픈오피스
- 리브레오피스
- 스크라이버스
- LaTeX, TeX
- LuaTeX
- pdfTeX
- XeTeX

### 뷰어
- 어도비 애크러뱃
- 에빈스
- 폭스잇 리더
- 고스트스크립트
- 크로미엄 (웹 브라우저)
- 아큘러
- PDF.js
- 수마트라 PDF
- Xpdf

## 아미가OS
- 안티워드
- Xpdf

## 리눅스 및 유닉스

### 생성기, 편집기, 뷰어
- 아큘러
- 에빈스
- CUPS
- Pdftk
- 포플러 (소프트웨어)
- 고스트스크립트
- 스크라이버스
- Xpdf
- 잉크스케이프
- 어도비 리더
- 모질라 파이어폭스
- 구글 크롬

## macOS

### 생성기
- macOS: 인쇄 대화 상자를 통해 네이티브로 지원

### 편집기
- 어도비 애크러뱃

### 뷰어
- 사파리 (웹 브라우저)
- 모질라 파이어폭스
- 구글 크롬
- 미리보기 (macOS)
- 어도비 리더
- 폭스잇 리더

## 마이크로소프트 윈도우

### 변환기
- 어도비 애크러뱃
- 파인리더
- 구글 크롬
- 포플러 (소프트웨어)

### 생성기
- eCopy 페이퍼웍스
- PDFCreator
- PDF-XChange

### 편집기
- 어도비 애크러뱃
- 어도비 포토샵
- 폭스잇 리더
- 리브레오피스
- 마이크로소프트 워드 2013
- pdftk
- PDF-XChange Viewer

### 뷰어
- 파인리더 PDF 뷰어
- 어도비 리더
- 에빈스
- 폭스잇 리더
- 구글 크롬
- GSview
- 마이크로소프트 엣지
- 모질라 파이어폭스
- 수마트라 PDF

## 모바일
- 아마존 킨들
- 에빈스
- 구글 드라이브 앱
- 애플 북스

## 웹 기반

### 뷰어
- Issuu
- 구글 문서도구
- 스크리브드
- PDF.js